# Erythroecia rhodophora
Psectrotarsia rhodophora là một loài bướm đêm trong họ Noctuidae.